# Дейнохейриды
Дейнохейриды (лат. Deinocheiridae) — семейство тероподных динозавров, включаемое в кладу орнитомимозавров (Ornithomimosauria). Представлено нижнемеловыми и верхнемеловыми родами, фоссилии которых обнаружены в Азии и Южной Америке. Дейнохейриды были крупными беззубыми растительноядными тероподами, не приспособленными для быстрого передвижения. Семейство, получившее название в 1970 году и первоначально включавшее единственный род Deinocheirus, некоторое время считалось синонимичным для семейства Ornithomimidae, однако в 2014 году снова описано в качестве валидного таксона и расширено; характерным отличием от орнитомимид является отсутствие арктометатарзальной стопы.

## Систематика
|  | Tyrannomimus |
|  |              |
|  | Harpymimus   |
|  |              |

|  | Garudimimus    |
|  |                |
|  | Deinocheirus   |
|  |                |
|  | Paraxenisaurus |
|  |                |

|  | Tyrannomimus |
|  |              |
|  | Harpymimus   |
|  |              |

|  | Garudimimus    |
|  |                |
|  | Deinocheirus   |
|  |                |
|  | Paraxenisaurus |
|  |                |

|  | Tyrannomimus |
|  |              |
|  | Harpymimus   |
|  |              |

|  | Garudimimus    |
|  |                |
|  | Deinocheirus   |
|  |                |
|  | Paraxenisaurus |
|  |                |

|  | Tyrannomimus |
|  |              |
|  | Harpymimus   |
|  |              |

|  | Garudimimus    |
|  |                |
|  | Deinocheirus   |
|  |                |
|  | Paraxenisaurus |
|  |                |

|  | Tyrannomimus |
|  |              |
|  | Harpymimus   |
|  |              |

|  | Garudimimus    |
|  |                |
|  | Deinocheirus   |
|  |                |
|  | Paraxenisaurus |
|  |                |

|  | Tyrannomimus |
|  |              |
|  | Harpymimus   |
|  |              |

|  | Garudimimus    |
|  |                |
|  | Deinocheirus   |
|  |                |
|  | Paraxenisaurus |
|  |                |

|  | Tyrannomimus |
|  |              |
|  | Harpymimus   |
|  |              |

|  | Garudimimus    |
|  |                |
|  | Deinocheirus   |
|  |                |
|  | Paraxenisaurus |
|  |                |

|  | Tyrannomimus |
|  |              |
|  | Harpymimus   |
|  |              |

|  | Garudimimus    |
|  |                |
|  | Deinocheirus   |
|  |                |
|  | Paraxenisaurus |
|  |                |

Семейство Deinocheiridae было описано одновременно с родом Deinocheirus в 1970 году. В это время авторы на основании имевшихся у них элементов скелета типового вида Deinocheirus mirificus считали, что описываемое семейство относится к инфраотряду карнозавров. Позже предлагалось введение более высокого таксона — инфраотряда Deinocheirosauria, который включал бы также обладающих не менее развитым плечевым поясом и крупными когтям теризинозаврид. Согласно другой версии, дейнохейрус был ближе к другой кладе теропод — орнитомимозаврам.
Длительное время никаких новых находок, связанных с единственным видом в семействе дейнохейрид, не было, и в 1980-е годы это семейство начали считать синонимичным орнитомимидам. Ситуация изменилась, когда в начале 2010-х годов были обнаружены ещё несколько частичных скелетов, принадлежавших дейнохейрам. После восстановления анатомических деталей в публикации 2014 года семейство дейнохейрид было вновь упомянуто, и на этот раз в него были включены два дополнительных рода — нижнемеловой Beishanlong и верхнемеловой Garudimimus. Этим же составом представлено семейство дейнохейрид в публикации Чинзорига и др. в журнале Scientific Reports за 2018 год. «Краткий палеонтологический словарь» 2019 года под редакцией Р. Л. Карлтона причисляет род Beishanlong (как и род Deinocheirus) к дейнохейридам. 
Ещё один статистический анализ, выполненный в 2014 году итальянским палеонтологом Андреа Кау, подтверждает близость родов Beishanlong и Deinocheirus (а также рассматривает в качестве родственных им орнитомимозавра из Анжака, Франция и ранее отнесённый к карнозаврам род Datanglong). Автор этого анализа, однако, помещает род Garudimimus отдельно от них, ближе к таким классическим орнитомимидам, как галлимим и орнитомим. В следующем году принадлежность родов Beishanlong и Garudimimus к дейнохейридам ставилась под сомнение российскими авторами В. Р. Алифановым и С. В. Савельевым, в том числе в силу малого количества характеристик, составляющих диагноз рода Beishanlong. Анализ С. Хартмана и коллег (2019) обнаружил роды Deinocheirus и Hexing в качестве сестринских, при этом Garudimimus, Beishanlong, Archaeornithomimus, Arkansaurus и "Grusimimus" (GIN 960910KD) оказались в собственном семействе Garudimimidae, сестринском к Ornithomimidae.
К. И. Серрано-Браньяс и соавторы (2020) описали род Paraxenisaurus из кампана Мексики, предложив включить его в семейство дейнохейрид наряду с родами Deinocheirus, Garudimimus и Harpymimus (принадлежность последнего к дейнохейридам не общепризнана). В своём блоге А. Кау отметил, что Paraxenisaurus может быть химерой, поскольку был описан по фрагментарным остаткам из трёх географически удалённых друг от друга местонахождений. По мнению Кау, учитывая «плавающее» положение рода на филогенетическом дереве, вернее было бы классифицировать его как манирапториформа неясного систематического положения (Maniraptoriformes incertae sedis).
В 2023 году С. Хаттори описали новый род Tyrannomimus из апта Японии. Анализ авторов исследования подтвердил принадлежность к семейству родов Tyrannomimus, Harpymimus, Garudimimus, Deinocheirus и Paraxenisaurus, однако род Beishanlong оказался в политомии с дейнохейридами, орнитомимидами и рядом других орнитомимозавров.

## Диагноз
Дейнохейрид, наряду с орнитомимидами, отличает от таких базальных орнитомимозавров, как Nqwebasaurus, Pelecanimimus и некоторые другие, отсутствие зубов, которые заменил беззубый «клюв». Кроме того, оба семейства отличаются бо́льшими, чем у базальных групп, размерами тела. От орнитомимид дейнохейриды в свою очередь отличаются пропорциями конечностей, более характерными для других групп теропод — в частности, отсутствием арктометатарзальной стопы. Это означает, что, в отличие от быстро бегавших орнитомимид, дейнохейриды были медлительными животными.